# Böde
Böde község Zala vármegyében, a Zalaegerszegi járásban, a Zalai-dombság területén, a Göcsejben.

## Fekvése
Zalaegerszegtől nyugatra, Zalalövőtől keletre fekszik. Zsáktelepülés, amely közúton csak a 7405-ös útból, Teskánd külterületének déli szélén kiágazó 74 113-as számú úton érhető el, a közigazgatásilag Hottóhoz tartozó Szentmihályfa után.

## Története
Böde nevét 1407-ben említették először az írásos forrásokban Bede néven, ami az ősi magyar Bed személynévre vezethető vissza.
A faluról az 1700-as években Vályi András Magyar országnak leírása című munkájában a következőket írta a településről:
Böde magyar falu Szala Vármegyében, lakosai katolikusok, fekszik Bonczod földének szomszédságában, mellyhez hasonlító, ’s ennek filiája.

## Közélete

### Polgármesterei
- 1990–1994: Török Lászlóné (MDF)[4]
- 1994–1998: Lakatos Ferenc (független)[5]
- 1998–2002: Lakatos Ferenc (független)[6]
- 2002–2006: Horváth Amália Mária (független)[7]
- 2006–2010: Horváth Amália Mária (független)[8]
- 2010–2014: Ujj Tibor (független)[9]
- 2014–2019: Ujj Tibor (független)[10]
- 2019–2024: Ujj Tibor (független)[11]
- 2024– : Farkas Csaba Béláné (független)[1]

## Népesség
A huszadik század második évtizedében a faluban 144 élve születés, 100 halálozás és 33 házasságkötés volt. 1921 és 1930 között a faluban 205 élve születés, 95 halálozás és 51 házasságkötés volt. 1931 és 1940 között a faluban 168 élve születés, 62 halálozás és 38 házasságkötés volt. 1941 és 1950 közt a faluban 126 élve születés, 75 halálozás és 53 házasságkötés volt. Az ötvenes években a faluban 66 élve születés, 54 halálozás és 73 házasságkötés volt.
Ez alapján elmondható, hogy a településen az 1920-as években volt a legmagasabb az élve születések száma és a falu lélekszámának bővülése is ekkor érte el csúcspontját. Az halálozások számát és az élve születések összevetve megállapítható, hogy az ötvenes évekre jelentősen visszaesett a faluban a gyermekvállalási hajlandóság, illetve ezzel egyidejűleg megnőtt a halálozási arány. A korábbi magasabb gyermekszületést azonban a század negyvenes éveitől kezdve a megemelkedett házasságkötési darabszám is jól mutatja.
A település népességének változása:
| Lakosok száma | 296  | 291  | 294  | 265  | 277  | 270  | 269  |
|               | 2013 | 2014 | 2015 | 2021 | 2022 | 2023 | 2024 |

A 2011-es népszámlálás idején a nemzetiségi megoszlás a következő volt: magyar 96,7%, cigány 2,2%, német 0,8%. A lakosok 86,8%-a római katolikusnak, 3,3% reformátusnak, 3,96% felekezeten kívülinek vallotta magát (4,6% nem nyilatkozott).
2022-ben a lakosság 93,5%-a vallotta magát magyarnak, 1,4% cigánynak, 0,4% horvátnak, 0,4% szlovénnek, 2,5% egyéb, nem hazai nemzetiségűnek (6,5% nem nyilatkozott; a kettős identitások miatt a végösszeg nagyobb lehet 100%-nál). Vallásuk szerint 51,3% volt római katolikus, 3,2% református, 0,4% izraelita, 0,4% egyéb keresztény, 1,4% egyéb katolikus, 7,9% felekezeten kívüli (35,4% nem válaszolt).

## Nevezetességei

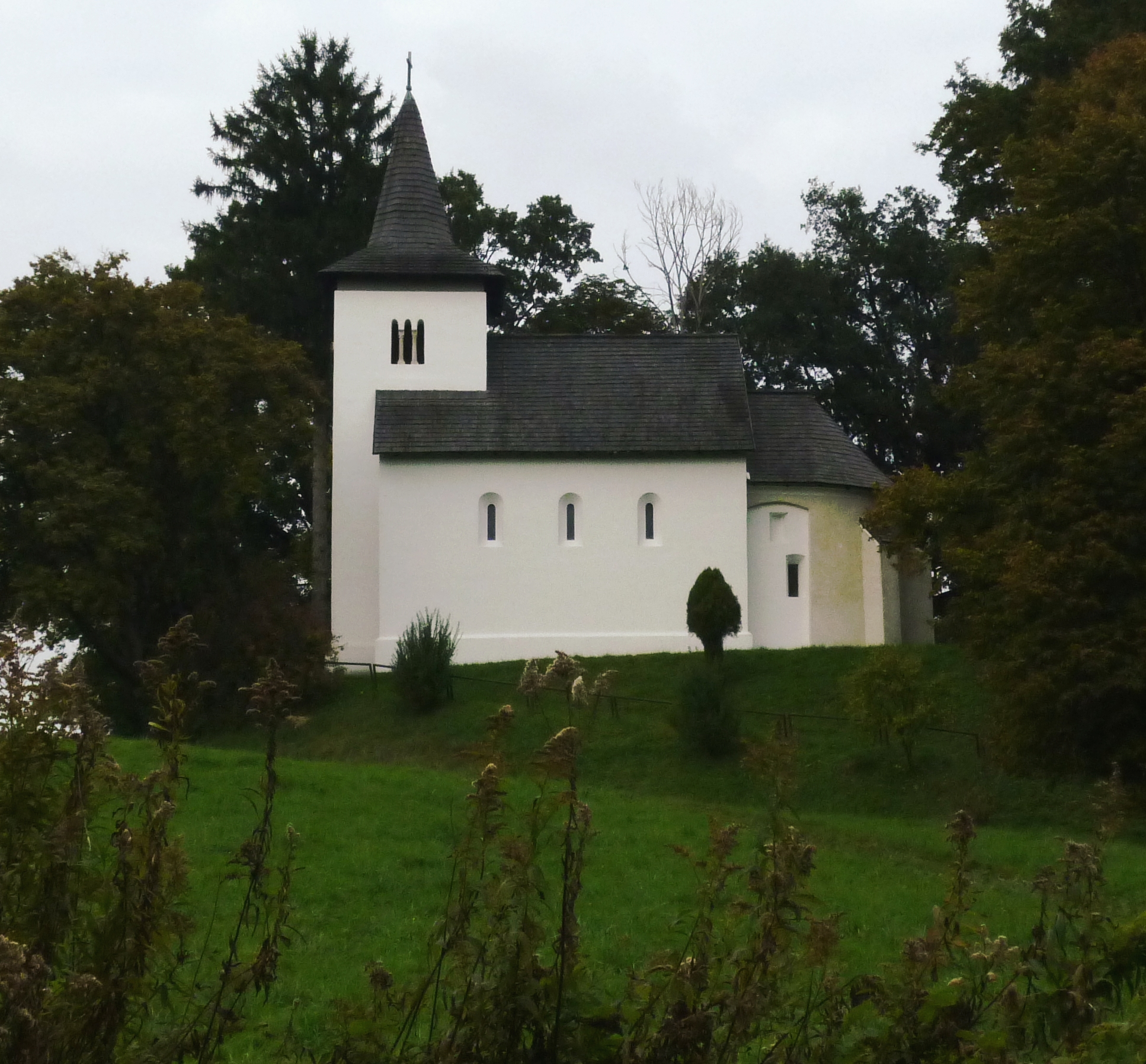
Böde-Zalaszentmihályfa: római katolikus templom

- Római katolikus templom (Böde-Zalaszentmihályfa): "A Bödére vezető út mentén, dombon, szabadon álló, keletelt, egyhajós, félköríves szentélyzáródásán támpilléres, Ny-i homlokzati tornyos templom, a hajó felett nyeregtetővel, a szentély felett kontyolt nyeregtetővel, a hajó É-i oldalához csatlakozó sekrestyével. A tornyon, a hajón és a szentélyen román kori nyílásrendszer, a Ny-i homlokzaton román kori, félköríves, fonottdíszes, oszlopbélletes kapu, az ívmezőben Agnus Dei – domborművel. Síkfödémes, kazettás mennyezetű hajó, negyedgömb boltozatú szentély, a toronytesttel egybeépített karzat. A félköríves diadalív fölött felirattöredékek. A karzataljban konzolokon középkori faragványok. Berendezés: 1970-es évek. A templom 1220 körül épült, a 13. század végén szentélyét átalakították. A török időkben elpusztult templomot 1750 körül állították helyre, szentélyét átépítették. Sekrestyéje a 19. században épült. 1923-ban javították és átalakították. 1966-70 között helyreállították."

A község előtt érjük el az Árpád-kori templomot, amelyet Zalaszentmihályfa néven jegyez az útikönyv. Nyugati kapuját gazdag kőfaragás díszíti. Fonatos timpanondísze a honfoglalás kori szíjvégek mintázatát illeszti a félköríves ajtókeretre. A timpanon belsejét a bárány foglalja el a kereszttel, amely mellett még egy másik állat körvonalai is fölfedezhetők.
A magyar építészettörténet és műemlékvédelem szempontjából is kiemelkedő jelentőségű kis templom homlokzati részletfotói:
A falu szülötte volt Barabás Jenő (1920–1994) néprajzkutató.

## Légi felvételek

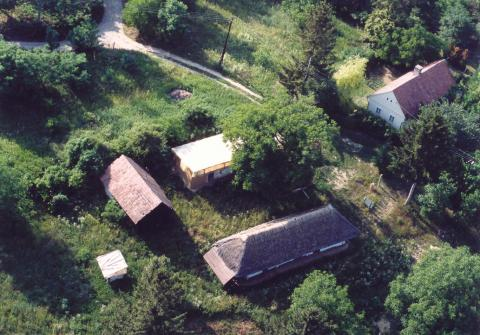
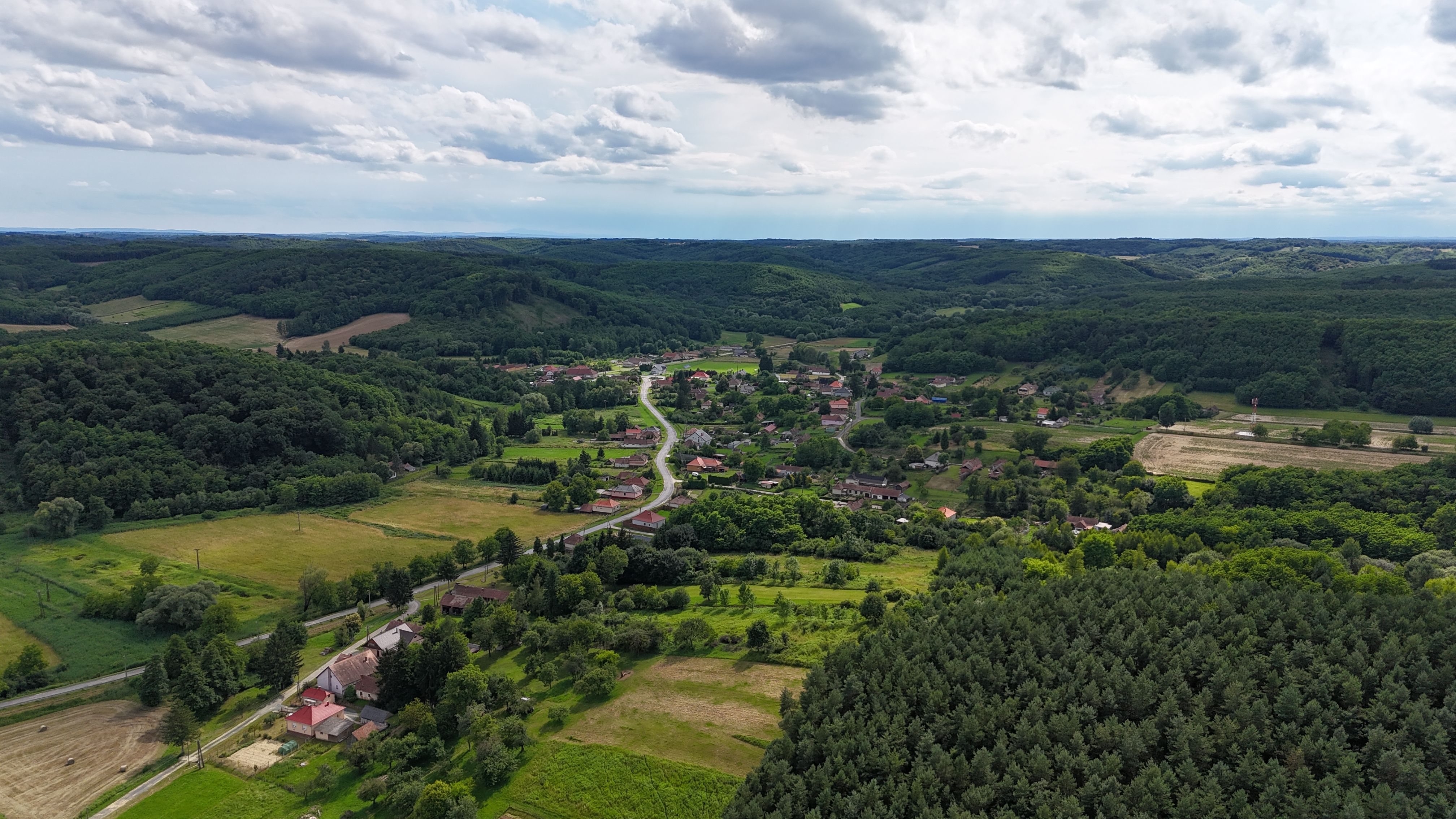
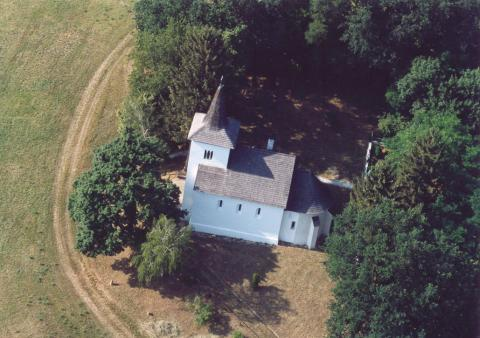